# Gabrielův roh

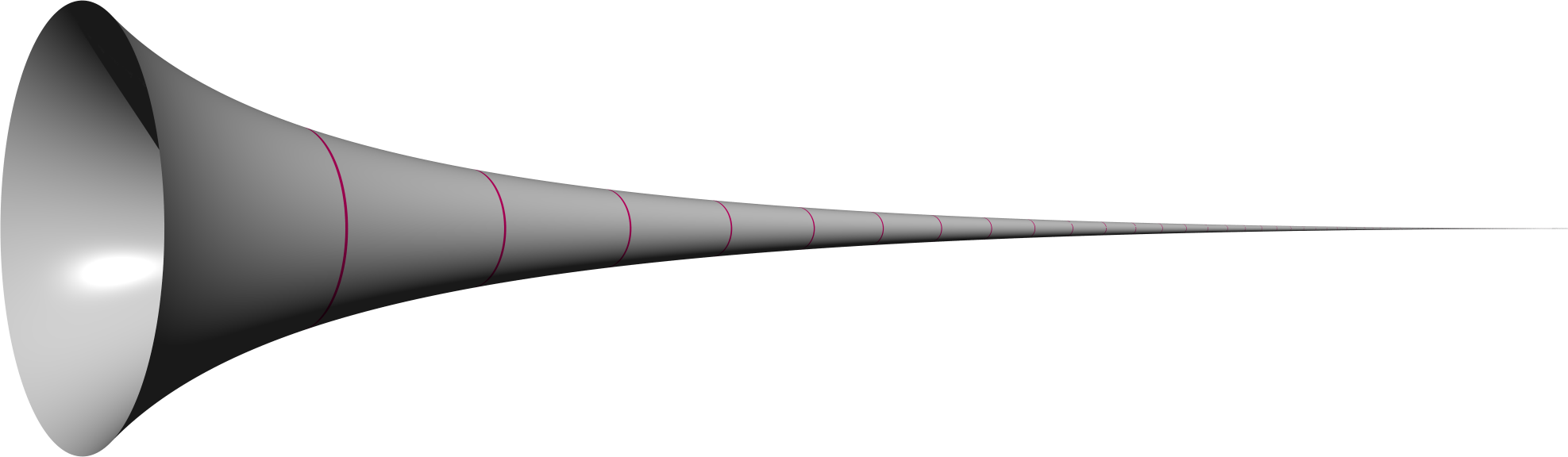
3D ilustrace Gabrielova rohu

Gabrielův roh (rovněž nazývaný Torricelliho trychtýř) je geometrický útvar, který má
nekonečně velký povrch
a přesto obepíná konečný objem. Tento název odkazuje na tradiční pojetí archanděla Gabriela jako anděla, jenž bude troubit na roh při oznámení Soudného dne, a spojí tak nekonečno s božskostí. Vlastnosti tohoto tvaru byly
poprvé studovány italským fyzikem a matematikem Evangelistou Torricellim.

## Matematická definice
Obecně geometricky lze těleso tohoto typu získat rotací z jedné strany omezeného ramene hyperboly, podle asymptoty strany druhé.
Pro ilustraci vlastností se používá specifičtější analytický popis, kdy je Gabrielův roh vytvořen rotací grafu {\displaystyle y={\frac {1}{x}}} v oboru {\displaystyle x\geq 1} (tím se odstraní asymptota v bodě x = 0) v
trojrozměrném prostoru okolo osy x. Objev byl sice učiněn s použitím Cavalieriova principu před vynalezením
kalkulu, nicméně dnes lze použít k výpočtu objemu a povrchu rohu mezi x = 1 a x = a, kde a,
diferenciální a integrální počet. Užitím integrace (viz Rotační těleso a Rotační plocha) je možné spočítat objem
{\displaystyle V} a povrch {\displaystyle S}:
{\displaystyle V=\pi \int _{1}^{a}{1 \over x^{2}}\mathrm {d} x=\pi \left(1-{1 \over a}\right)}
{\displaystyle S=2\pi \int _{1}^{a}{\frac {\sqrt {1+{\frac {1}{x^{4}}}}}{x}}\mathrm {d} x>2\pi \int _{1}^{a}{\frac {\sqrt {1}}{x}}\ \mathrm {d} x=2\pi \ln a.}
{\displaystyle a} může být zastoupeno jakýmkoliv číslem, ale z rovnice lze vyčíst, že objem části rohu mezi {\displaystyle x=1} a {\displaystyle x=a} nikdy
nepřesáhne {\displaystyle \pi }. Nicméně s rostoucím a se bude k {\displaystyle \pi } více a více přibližovat.
Matematicky řečeno se objem blíží {\displaystyle \pi }, když se {\displaystyle a} blíží nekonečnu. Užitím notace limit lze objem vyjádřit jako:
{\displaystyle \lim _{a\to \infty }\pi \left(1-{1 \over a}\right)=\pi .}
Platí to, protože blíží-li se {\displaystyle a} nekonečnu, {\displaystyle 1/a} se blíží nule. To znamená, že objem je roven {\displaystyle \pi }(1-0), což se rovná {\displaystyle \pi }.
Co se týče povrchu, výše zmíněná rovnice ukazuje, že povrch je větší než {\displaystyle 2\pi } krát přirozený logaritmus {\displaystyle a}.
Přirozený logaritmus nemá žádnou horní hranici pro {\displaystyle a} blížící se nekonečnu. Roh má tedy
nekonečně velký povrch, čili:
{\displaystyle 2\pi \ln a\rightarrow \infty } když {\displaystyle a\rightarrow \infty }
nebo
{\displaystyle \lim _{a\to \infty }2\pi \ln a=\infty .}

## Zjevný paradox
Když byly objeveny vlastnosti Gabrielova rohu, byla skutečnost, že rotace nekonečné křivky okolo osy x generuje objekt konečného objemu, považována za paradoxní. Vysvětlením ovšem je, že hraniční křivka, {\displaystyle y={\tfrac {1}{x}}}, je jednoduše zvláštním případem –podobně jako harmonická řada(Σ1/x1), v níž po sobě následující plošné 'segmenty' se nezmenšují dostatečně rychle, aby mohla limita konvergovat. Pro objemové segmenty (Σ1/x2) a fakticky pro kteroukoliv obecně konstruovanou křivku vyššího stupně (např. y = 1/x1,001) toto neplatí a rychlost poklesu v odpovídající řadě je dostatečně velká na to, aby řada konvergovala ke konečnému limitnímu součtu.
Christiaan Huygens a François Walther de Sluze objevili rotační povrch s příbuznými vlastnostmi: nekonečně vysoké pevné těleso s konečným objemem(takže je možné toto těleso vyrobit s konečným množstvím materiálu), které obepíná nekonečně velkou dutinu. Toto těleso bylo získáno rotací nenulové části z Dioklovy kisoidy {\displaystyle y^{2}={\tfrac {x^{3}}{1-x}}} definované na 0 ≤ x < 1 okolo osy y. De Sluze tento objekt popsal jako "nádobu k pití, která málo váží, ale kterou ani největší pijan nedokáže vyprázdnit".
Tyto dva paradoxy společně tvořily část rozsáhlého sporu nad povahou nekonečnosti. Tímto sporem se zabývalo mnoho klíčových myslitelů tehdejší doby, mezi něž patří např.Thomas Hobbes, John Wallis a Galileo Galilei.